# کونیمیتسو تاکاهاشی
کونیمیتسو تاکاهاشی (‏ژاپنی: 高橋 国光‏، Takahashi Kunimitsu, انگلیسی: Kunimitsu Takahashi؛ زادهٔ ۲۹ ژانویهٔ ۱۹۴۰ در توکیو – ۱۶ مارس ۲۰۲۲) رانندهٔ سابق مسابقات اتومبیل‌رانی اهل ژاپن بود که در فصل ۱۹۷۷ در مجموع در یک گراند پری از مسابقات جهانی فرمول یک شرکت کرد، اما موفق به کسب هیچ امتیازی نشد.